# Tierra Colorada, Acatepec
Tierra Colorada är en ort i Mexiko.   Den ligger i kommunen Zapotitlán Tablas och delstaten Guerrero, i den sydöstra delen av landet, 240 km söder om huvudstaden Mexico City. Tierra Colorada ligger 2 203 meter över havet och antalet invånare är 387.
Terrängen runt Tierra Colorada är kuperad åt sydost, men åt nordväst är den bergig. Runt Tierra Colorada är det ganska glesbefolkat, med 24 invånare per kvadratkilometer. Närmaste större samhälle är Malinaltepec, 18,6 km sydost om Tierra Colorada. I omgivningarna runt Tierra Colorada växer huvudsakligen savannskog.